# Notre miracle
Notre miracle (ボクラノキセキ, Bokura no kiseki) est un josei manga écrit et dessiné par Natsuo Kumeta. Il est prépublié depuis 2008 dans le magazine Comic Zero-Sum Zōkan Ward et onze volumes sont sortis en novembre 2014. Un drama CD est sorti le 24 novembre 2012 avec l'édition limitée du septième volume.

## Synopsis
La série relate l'histoire de Harusumi Minami, un lycéen qui est la réincarnation de une princesse nommée Véronique.

## Personnages
Harusumi Minami (皆見 晴澄, Minami Harusumi)
Haruko Takao ('高尾 春湖, Takao Haruko)
Saya Kamioka (上岡 紗耶, Kamioka Saya)

## Manga
La série a débuté en 2008 dans le magazine Comic Zero-Sum Zōkan Ward. Le premier volume relié est publié par Ichijinsha le 25 février 2009 et onze volumes sont sortis au 25 novembre 2014.